# 握手 (小説)
握手（あくしゅ）は、井上ひさしの小説。1984年に書かれ、1987年『ナイン』（講談社）に収録された。その後、中学校の国語教科書に採録された。
この作品は、井上ひさしが、自身の体験をもとにして書いたものとされている。
孤児院の院長・ルロイ修道士と、その孤児院の生徒だった私が、数年の時が流れたのちに再会して別れるという内容。

## 作中の設定
ルロイ修道士
1941年以前に日本に来航。1941年に戦争が始まった後、日本兵によって足柄で足柄茶とミカンを作らされていた。その際、キリスト教の戒律に従って土日の労働を拒んだところ、監視の日本兵により罰を受けたという「足柄週末事件」を起こしたといわれているが、孤児院の子供たちのうわさに過ぎないので、真実かどうかはわからない。
戦後は仙台に孤児院を作る。
彼自身は、熱心なキリスト教徒なので、その孤児院は、キリスト教の風味を帯びている。
その後、彼は体中に腫瘍ができていることを知り、これまでの教え子たちをめぐる旅に入る。
そして仙台の修道院で65歳で亡くなった。
なお、彼は西洋料理店のオーナーであるという話があるが、それは真実ではない。

主人公（作中ではわたし）
戦前生まれ。
15歳のころに親に捨てられて、天使園にやってきた。そして、18歳のころに卒園した。
物語の時には東京に住んでおり、ルロイ氏と再会したときは、天使園で過ごしたことを思い出す。